# Apollyon (boek)
De roman Apollyon is geschreven door Ferdinand Bordewijk. Deze auteur, beroemd geworden door boeken als Bint, Blokken en Karakter, publiceerde de roman in juni 1941.
Apollyon is, zoals zoveel boeken van Bordewijk, een ondergangsroman, een tragedie. De titel is ontleend aan het motto, afkomstig uit het boek Openbaringen in het Nieuwe Testament: En zij hadden over zich tot eenen koning den engel des afgronds; en in de Grieksche taal had hij den naam Apollyon.

## Samenvatting
Apollyon gaat over de verderfelijke invloed van baron Nicolaas Johan Scamberda Starnmeer op de notaris-schrijver Ewijk en de Amerikaanse bibliothecaresse Arabella Babcock. In een brief aan J. Tielrooy in 1946 geeft Bordewijk een beschrijving van de roman: 'Apollyon is een vrij omvangrijk werk in twee boeken in 13 hoofdstukken, waarvan het eerste een bootreis behelst van Rotterdam naar Londen en de aankomst aldaar, de rest in Engeland speelt tot het laatste hoofdstuk, dat Den Haag als schouwtoneel heeft. In dit boek worden twee Nederlanders gesteld naast en tegenover een Amerikaansche en vele Engelschen. Het karakter van den hoofdpersoon, een Nederlandsch edelman, is destructief, vandaar de boektitel. Zijn tegenspeelster is het Amerikaansche meisje dat hij wil huwen en ook eenigszins beïnvloedt en 'beschadigt', maar dat zich ten slotte aan hem onttrekt. De twee boeken waaruit de roman is samengesteld hebben de ondertitels Artemis resp. Atalante. De titels hebben betrekking op het Amerikaansche meisje, dat in het eerste boek wordt vereenzelvigd met de Godin der kuisheid en in het tweede met de koningsdochter, die den snelheidswedstrijd verloor door stil te staan om de gouden appels van haar mededinger op te rapen. Immers, dit meisje komt uiteindelijk tot de slotsom dat zij den edelman niet had mogen afwijzen. Het is dan onherroepelijk te laat, want hij heeft inmiddels een danseres uit de revue gehuwd, die hij ook weer zal beschadigen. Het meest noodlottig is intusschen zijn invloed op zijn medereiziger en vriend, een Haagsch notaris, die zoals het boek aan het slot te raden geeft zal ondergaan, zij het ook niet uitsluitend door de verderfelijke levensbeschouwing van den edelman.'

## Compositie
Apollyon is een roman met verschillende verhaallagen, die als een raamvertelling symmetrisch om elkaar heen zijn gebouwd. De tragische liefdesgeschiedenis tussen Bella en Starnmeer domineert het middendeel van de roman (de laatste drie hoofdstukken van deel 1 en de eerste vier van deel 2). Om deze kern ligt het verhaal van Ewijk, die aan het begin en aan het slot van de roman aanwezig is (de eerste twee hoofdstukken van deel 1 en de laatste twee hoofdstukken van deel 2; als bijfiguur is hij ook zijdelings bij het middendeel betrokken).
Over de compositie van Apollyon heeft Bordewijk zelf (in 1949 aan Victor E. van Vriesland) het volgende verteld: 'Ik was begonnen aan een komisch getinten roman 'Mulholland House', waarin ik steken bleef. De naam Apollyon bracht mij ertoe het boek opnieuw te beginnen, en naast de vrouwelijke hoofdpersoon een mannelijken te plaatsen, terwijl ik tegelijk de hartelooze flapper, die de vrouw aanvankelijk was, veranderde in iemand van hooge beginselen.' Bordewijk spreekt hier niet over Ewijk. Aannemelijk is dat hij er in de nieuwe opzet nog niet in slaagde de roman tot een sluitend geheel te maken en daarom Ewijk als derde hoofdpersoon heeft opgevoerd.